# Dubovica
Dubovica (in ungherese Tarcadobó) è un comune della Slovacchia facente parte del distretto di Sabinov, nella regione di Prešov.